# 鍾麗芳
鍾麗芳（英語：Chung Lai-fong，1975年7月31日—），前香港女騎師，香港賽馬史上首位在港勝出賽事的華人女騎師。

## 簡歷
1975年7月31日，鍾麗芳出生於香港。1992年，鍾麗芳報名考入香港賽馬會位於上水雙魚河的馬術學校，最初於馬房助理課程受訓，其後與香港首位正式出賽的華人女騎師江碧蕙一同成為該校1992至1993年度第十三屆畢業生，並取得見習騎師牌照。1993年10月，鍾麗芳於1993至1994年度馬季開季後獲派往沙田馬場策騎，並於不同馬房實習。一次策騎期間因馬匹情緒不穩，引致墜馬受傷並須休養數月，後參加選拔練習時再度受傷，以致其正式出賽時間須一直延遲。:30
1994年，鍾麗芳康復後簽約予岳敦馬房，並於4月2日在沙田馬場1000米「西敏讓賽」中首次策騎該馬房的「清雄霸」正式出道。 1994年9月24日，鍾麗芳於沙田馬場1000米「康寧堂讓賽」中策騎夏志信馬房的「永昌之寶」，爆冷擊敗香港冠軍騎師馬佳善策騎的「福建寶」，使鍾麗芳首次贏得頭馬，並成為香港賽馬史上首位在港取勝的華人女騎師。 1990年代，香港馬壇女性騎師盛行，鍾麗芳便曾與江碧蕙、余詠詩及簡慧榆並稱「馬圈四朵金花」。
1995年12月6日，鍾麗芳於跑馬地馬場1000米「香港足球會百週年紀念挑戰杯」賽事中策騎岳敦馬房的「十八章」取勝，使她成為香港首位贏取盃賽獎項的華人女騎師。:30 1997年1月12日，鍾麗芳於沙田馬場策騎岳敦馬房的「勝利雄風」勝出1600米「生力啤贊助銀杯」賽事。 鍾麗芳自1993至1994年度馬季開始正式出賽，在港服役五個馬季。至1997至1998年度馬季，鍾麗芳在1998年6月14日於沙田馬場策騎告東尼馬房的「大家開心」，出戰1800米「香港馬主協會分組讓賽」後退役。 至此，她合共勝出十場賽事。:31 退役後，鍾麗芳轉任策騎員及馬房領班。:30

## 在港策騎成績
| 年度        | 冠 | 亞 | 季 | 殿 | 第五 | 出賽次數 | 所贏獎金（港元） | 備註     |
| ----------- | -- | -- | -- | -- | ---- | -------- | ---------------- | -------- |
| 1993 - 1994 | 0  | 0  | 0  | 1  | 1    | 11       |                  | 策騎首季 |
| 1994 - 1995 | 2  | 3  | 1  | 3  | 6    | 68       |                  | 第2季    |
| 1995 - 1996 | 4  | 5  | 1  | 14 | 4    | 115      |                  | 第3季    |
| 1996 - 1997 | 2  | 8  | 8  | 4  | 8    | 163      |                  | 第4季    |
| 1997 - 1998 | 2  | 3  | 3  | 8  | 12   | 164      |                  | 第5季    |
| 總計        | 10 | 19 | 13 | 30 | 31   | 521      |                  |          |

## 外部連結
- 講馬港歷史：鍾麗芳
- 競馬論：【英姿煥發】鍾麗芳及江碧蕙與華人女騎師的首勝 （页面存档备份，存于）